# 우고 미프수드 보니치

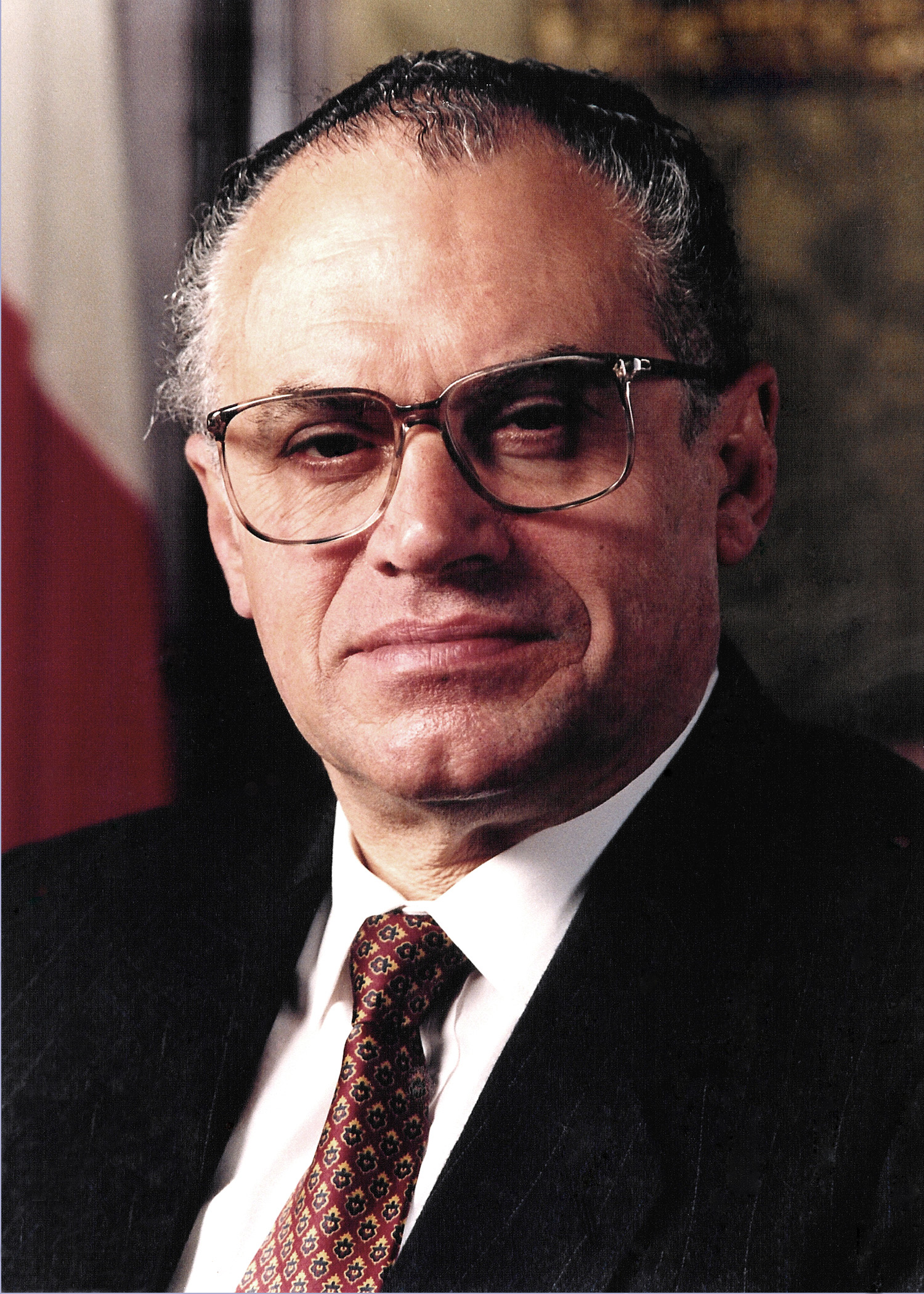
우고 미프수드 보니치

우고 미프수드 보니치(Ugo Mifsud Bonnici, 1932년 11월 8일 ~ )는 몰타의 정치인으로, 1994년부터 1999년까지 몰타의 대통령을 역임했다.